# アリュアッテス
アリュアッテス（またはアリュアッテス2世、Alyattes II, 在位：紀元前605年 - 紀元前561年）は、リュディア王国メルムナス朝の王。有名なクロイソス王の父親で、先代の王にあたる。

## 経歴
アリュアッテスの下、リュディア王国はその領域をハリュス川まで拡大し、フリュギアを傘下に収めた。一方ハリュス川の東側ではメディア王国が勢力が拡大しており、紀元前590年頃からリュディアと戦争になった。紀元前585年5月28日に両軍はハリュス川で戦ったが、突然太陽が皆既日食のため消えてしまい、戦えなくなった。これを契機にバビロニア王ネブカドネザル2世とキリキア王の仲介により、ハリュス川を両国の境とすることで講和した（日食の戦い）。
一方エーゲ海東岸のギリシア人都市もリュディアに貢納義務を負わされるようになった。このことにより古代ギリシアと古代オリエントの文化交流が活発化した。またアリュアッテスはキンメリア人を撃滅し、100年以上にわたったその侵入を終わらせた。

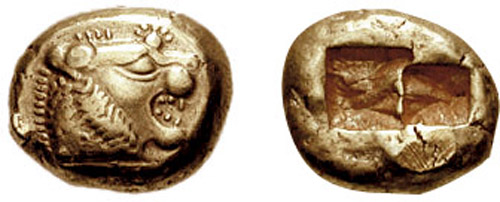
紀元前6世紀頃のリュディアの貨幣

アリュアッテスの治世初期、リュディアに史上初めての貨幣が登場しており、このためアリュアッテスは貨幣の発明者と見なされている。ただしアリュアッテスの時代以前から貨幣があったという説もある。
アリュアッテスの墓はリュディアの都サルディスの近郊にあり、直径355m、高さ35mと近辺では最大の墳丘墓である。ヘロドトスの記述によれば、この古墳の頂上には男根のシンボルが立てられていたといい、エトルリアの墳丘墓を連想させるものである。